# 1668
Portal Geschichte | Portal Biografien | Aktuelle Ereignisse | Jahreskalender | Tagesartikel

◄ |
16. Jahrhundert |
17. Jahrhundert
| 18. Jahrhundert | ►

◄ |
1630er |
1640er |
1650er |
1660er
| 1670er | 1680er | 1690er | ►

◄◄ |
◄ |
1664 |
1665 |
1666 |
1667 |
1668
| 1669 | 1670 | 1671 | 1672 | ► | ►►
Staatsoberhäupter  · Nekrolog   · Musikjahr
| Januar | Januar | Januar | Januar | Januar | Januar | Januar | Januar |
| Kw     | Mo     | Di     | Mi     | Do     | Fr     | Sa     | So     |
| ------ | ------ | ------ | ------ | ------ | ------ | ------ | ------ |
| 52     |        |        |        |        |        |        | 1      |
| 1      | 2      | 3      | 4      | 5      | 6      | 7      | 8      |
| 2      | 9      | 10     | 11     | 12     | 13     | 14     | 15     |
| 3      | 16     | 17     | 18     | 19     | 20     | 21     | 22     |
| 4      | 23     | 24     | 25     | 26     | 27     | 28     | 29     |
| 5      | 30     | 31     |        |        |        |        |        |

| Februar | Februar | Februar | Februar | Februar | Februar | Februar | Februar |
| Kw      | Mo      | Di      | Mi      | Do      | Fr      | Sa      | So      |
| ------- | ------- | ------- | ------- | ------- | ------- | ------- | ------- |
| 5       |         |         | 1       | 2       | 3       | 4       | 5       |
| 6       | 6       | 7       | 8       | 9       | 10      | 11      | 12      |
| 7       | 13      | 14      | 15      | 16      | 17      | 18      | 19      |
| 8       | 20      | 21      | 22      | 23      | 24      | 25      | 26      |
| 9       | 27      | 28      | 29      |         |         |         |         |

| März | März | März | März | März | März | März | März |
| Kw   | Mo   | Di   | Mi   | Do   | Fr   | Sa   | So   |
| ---- | ---- | ---- | ---- | ---- | ---- | ---- | ---- |
| 9    |      |      |      | 1    | 2    | 3    | 4    |
| 10   | 5    | 6    | 7    | 8    | 9    | 10   | 11   |
| 11   | 12   | 13   | 14   | 15   | 16   | 17   | 18   |
| 12   | 19   | 20   | 21   | 22   | 23   | 24   | 25   |
| 13   | 26   | 27   | 28   | 29   | 30   | 31   |      |

| April | April | April | April | April | April | April | April |
| Kw    | Mo    | Di    | Mi    | Do    | Fr    | Sa    | So    |
| ----- | ----- | ----- | ----- | ----- | ----- | ----- | ----- |
| 13    |       |       |       |       |       |       | 1     |
| 14    | 2     | 3     | 4     | 5     | 6     | 7     | 8     |
| 15    | 9     | 10    | 11    | 12    | 13    | 14    | 15    |
| 16    | 16    | 17    | 18    | 19    | 20    | 21    | 22    |
| 17    | 23    | 24    | 25    | 26    | 27    | 28    | 29    |
| 18    | 30    |       |       |       |       |       |       |

| Mai | Mai | Mai | Mai | Mai | Mai | Mai | Mai |
| Kw  | Mo  | Di  | Mi  | Do  | Fr  | Sa  | So  |
| --- | --- | --- | --- | --- | --- | --- | --- |
| 18  |     | 1   | 2   | 3   | 4   | 5   | 6   |
| 19  | 7   | 8   | 9   | 10  | 11  | 12  | 13  |
| 20  | 14  | 15  | 16  | 17  | 18  | 19  | 20  |
| 21  | 21  | 22  | 23  | 24  | 25  | 26  | 27  |
| 22  | 28  | 29  | 30  | 31  |     |     |     |

| Juni | Juni | Juni | Juni | Juni | Juni | Juni | Juni |
| Kw   | Mo   | Di   | Mi   | Do   | Fr   | Sa   | So   |
| ---- | ---- | ---- | ---- | ---- | ---- | ---- | ---- |
| 22   |      |      |      |      | 1    | 2    | 3    |
| 23   | 4    | 5    | 6    | 7    | 8    | 9    | 10   |
| 24   | 11   | 12   | 13   | 14   | 15   | 16   | 17   |
| 25   | 18   | 19   | 20   | 21   | 22   | 23   | 24   |
| 26   | 25   | 26   | 27   | 28   | 29   | 30   |      |

| Juli | Juli | Juli | Juli | Juli | Juli | Juli | Juli |
| Kw   | Mo   | Di   | Mi   | Do   | Fr   | Sa   | So   |
| ---- | ---- | ---- | ---- | ---- | ---- | ---- | ---- |
| 26   |      |      |      |      |      |      | 1    |
| 27   | 2    | 3    | 4    | 5    | 6    | 7    | 8    |
| 28   | 9    | 10   | 11   | 12   | 13   | 14   | 15   |
| 29   | 16   | 17   | 18   | 19   | 20   | 21   | 22   |
| 30   | 23   | 24   | 25   | 26   | 27   | 28   | 29   |
| 31   | 30   | 31   |      |      |      |      |      |

| August | August | August | August | August | August | August | August |
| Kw     | Mo     | Di     | Mi     | Do     | Fr     | Sa     | So     |
| ------ | ------ | ------ | ------ | ------ | ------ | ------ | ------ |
| 31     |        |        | 1      | 2      | 3      | 4      | 5      |
| 32     | 6      | 7      | 8      | 9      | 10     | 11     | 12     |
| 33     | 13     | 14     | 15     | 16     | 17     | 18     | 19     |
| 34     | 20     | 21     | 22     | 23     | 24     | 25     | 26     |
| 35     | 27     | 28     | 29     | 30     | 31     |        |        |

| September | September | September | September | September | September | September | September |
| Kw        | Mo        | Di        | Mi        | Do        | Fr        | Sa        | So        |
| --------- | --------- | --------- | --------- | --------- | --------- | --------- | --------- |
| 35        |           |           |           |           |           | 1         | 2         |
| 36        | 3         | 4         | 5         | 6         | 7         | 8         | 9         |
| 37        | 10        | 11        | 12        | 13        | 14        | 15        | 16        |
| 38        | 17        | 18        | 19        | 20        | 21        | 22        | 23        |
| 39        | 24        | 25        | 26        | 27        | 28        | 29        | 30        |

| Oktober | Oktober | Oktober | Oktober | Oktober | Oktober | Oktober | Oktober |
| Kw      | Mo      | Di      | Mi      | Do      | Fr      | Sa      | So      |
| ------- | ------- | ------- | ------- | ------- | ------- | ------- | ------- |
| 40      | 1       | 2       | 3       | 4       | 5       | 6       | 7       |
| 41      | 8       | 9       | 10      | 11      | 12      | 13      | 14      |
| 42      | 15      | 16      | 17      | 18      | 19      | 20      | 21      |
| 43      | 22      | 23      | 24      | 25      | 26      | 27      | 28      |
| 44      | 29      | 30      | 31      |         |         |         |         |

| November | November | November | November | November | November | November | November |
| Kw       | Mo       | Di       | Mi       | Do       | Fr       | Sa       | So       |
| -------- | -------- | -------- | -------- | -------- | -------- | -------- | -------- |
| 44       |          |          |          | 1        | 2        | 3        | 4        |
| 45       | 5        | 6        | 7        | 8        | 9        | 10       | 11       |
| 46       | 12       | 13       | 14       | 15       | 16       | 17       | 18       |
| 47       | 19       | 20       | 21       | 22       | 23       | 24       | 25       |
| 48       | 26       | 27       | 28       | 29       | 30       |          |          |

| Dezember | Dezember | Dezember | Dezember | Dezember | Dezember | Dezember | Dezember |
| Kw       | Mo       | Di       | Mi       | Do       | Fr       | Sa       | So       |
| -------- | -------- | -------- | -------- | -------- | -------- | -------- | -------- |
| 48       |          |          |          |          |          | 1        | 2        |
| 49       | 3        | 4        | 5        | 6        | 7        | 8        | 9        |
| 50       | 10       | 11       | 12       | 13       | 14       | 15       | 16       |
| 51       | 17       | 18       | 19       | 20       | 21       | 22       | 23       |
| 52       | 24       | 25       | 26       | 27       | 28       | 29       | 30       |
| 1        | 31       |          |          |          |          |          |          |

| Januar | Januar | Januar | Januar | Januar | Januar | Januar | Januar |
| Kw     | Mo     | Di     | Mi     | Do     | Fr     | Sa     | So     |
| ------ | ------ | ------ | ------ | ------ | ------ | ------ | ------ |
| 52     |        |        |        |        |        |        | 1      |
| 1      | 2      | 3      | 4      | 5      | 6      | 7      | 8      |
| 2      | 9      | 10     | 11     | 12     | 13     | 14     | 15     |
| 3      | 16     | 17     | 18     | 19     | 20     | 21     | 22     |
| 4      | 23     | 24     | 25     | 26     | 27     | 28     | 29     |
| 5      | 30     | 31     |        |        |        |        |        |

| Februar | Februar | Februar | Februar | Februar | Februar | Februar | Februar |
| Kw      | Mo      | Di      | Mi      | Do      | Fr      | Sa      | So      |
| ------- | ------- | ------- | ------- | ------- | ------- | ------- | ------- |
| 5       |         |         | 1       | 2       | 3       | 4       | 5       |
| 6       | 6       | 7       | 8       | 9       | 10      | 11      | 12      |
| 7       | 13      | 14      | 15      | 16      | 17      | 18      | 19      |
| 8       | 20      | 21      | 22      | 23      | 24      | 25      | 26      |
| 9       | 27      | 28      | 29      |         |         |         |         |

| März | März | März | März | März | März | März | März |
| Kw   | Mo   | Di   | Mi   | Do   | Fr   | Sa   | So   |
| ---- | ---- | ---- | ---- | ---- | ---- | ---- | ---- |
| 9    |      |      |      | 1    | 2    | 3    | 4    |
| 10   | 5    | 6    | 7    | 8    | 9    | 10   | 11   |
| 11   | 12   | 13   | 14   | 15   | 16   | 17   | 18   |
| 12   | 19   | 20   | 21   | 22   | 23   | 24   | 25   |
| 13   | 26   | 27   | 28   | 29   | 30   | 31   |      |

| April | April | April | April | April | April | April | April |
| Kw    | Mo    | Di    | Mi    | Do    | Fr    | Sa    | So    |
| ----- | ----- | ----- | ----- | ----- | ----- | ----- | ----- |
| 13    |       |       |       |       |       |       | 1     |
| 14    | 2     | 3     | 4     | 5     | 6     | 7     | 8     |
| 15    | 9     | 10    | 11    | 12    | 13    | 14    | 15    |
| 16    | 16    | 17    | 18    | 19    | 20    | 21    | 22    |
| 17    | 23    | 24    | 25    | 26    | 27    | 28    | 29    |
| 18    | 30    |       |       |       |       |       |       |

| Mai | Mai | Mai | Mai | Mai | Mai | Mai | Mai |
| Kw  | Mo  | Di  | Mi  | Do  | Fr  | Sa  | So  |
| --- | --- | --- | --- | --- | --- | --- | --- |
| 18  |     | 1   | 2   | 3   | 4   | 5   | 6   |
| 19  | 7   | 8   | 9   | 10  | 11  | 12  | 13  |
| 20  | 14  | 15  | 16  | 17  | 18  | 19  | 20  |
| 21  | 21  | 22  | 23  | 24  | 25  | 26  | 27  |
| 22  | 28  | 29  | 30  | 31  |     |     |     |

| Juni | Juni | Juni | Juni | Juni | Juni | Juni | Juni |
| Kw   | Mo   | Di   | Mi   | Do   | Fr   | Sa   | So   |
| ---- | ---- | ---- | ---- | ---- | ---- | ---- | ---- |
| 22   |      |      |      |      | 1    | 2    | 3    |
| 23   | 4    | 5    | 6    | 7    | 8    | 9    | 10   |
| 24   | 11   | 12   | 13   | 14   | 15   | 16   | 17   |
| 25   | 18   | 19   | 20   | 21   | 22   | 23   | 24   |
| 26   | 25   | 26   | 27   | 28   | 29   | 30   |      |

| Juli | Juli | Juli | Juli | Juli | Juli | Juli | Juli |
| Kw   | Mo   | Di   | Mi   | Do   | Fr   | Sa   | So   |
| ---- | ---- | ---- | ---- | ---- | ---- | ---- | ---- |
| 26   |      |      |      |      |      |      | 1    |
| 27   | 2    | 3    | 4    | 5    | 6    | 7    | 8    |
| 28   | 9    | 10   | 11   | 12   | 13   | 14   | 15   |
| 29   | 16   | 17   | 18   | 19   | 20   | 21   | 22   |
| 30   | 23   | 24   | 25   | 26   | 27   | 28   | 29   |
| 31   | 30   | 31   |      |      |      |      |      |

| August | August | August | August | August | August | August | August |
| Kw     | Mo     | Di     | Mi     | Do     | Fr     | Sa     | So     |
| ------ | ------ | ------ | ------ | ------ | ------ | ------ | ------ |
| 31     |        |        | 1      | 2      | 3      | 4      | 5      |
| 32     | 6      | 7      | 8      | 9      | 10     | 11     | 12     |
| 33     | 13     | 14     | 15     | 16     | 17     | 18     | 19     |
| 34     | 20     | 21     | 22     | 23     | 24     | 25     | 26     |
| 35     | 27     | 28     | 29     | 30     | 31     |        |        |

| September | September | September | September | September | September | September | September |
| Kw        | Mo        | Di        | Mi        | Do        | Fr        | Sa        | So        |
| --------- | --------- | --------- | --------- | --------- | --------- | --------- | --------- |
| 35        |           |           |           |           |           | 1         | 2         |
| 36        | 3         | 4         | 5         | 6         | 7         | 8         | 9         |
| 37        | 10        | 11        | 12        | 13        | 14        | 15        | 16        |
| 38        | 17        | 18        | 19        | 20        | 21        | 22        | 23        |
| 39        | 24        | 25        | 26        | 27        | 28        | 29        | 30        |

| Oktober | Oktober | Oktober | Oktober | Oktober | Oktober | Oktober | Oktober |
| Kw      | Mo      | Di      | Mi      | Do      | Fr      | Sa      | So      |
| ------- | ------- | ------- | ------- | ------- | ------- | ------- | ------- |
| 40      | 1       | 2       | 3       | 4       | 5       | 6       | 7       |
| 41      | 8       | 9       | 10      | 11      | 12      | 13      | 14      |
| 42      | 15      | 16      | 17      | 18      | 19      | 20      | 21      |
| 43      | 22      | 23      | 24      | 25      | 26      | 27      | 28      |
| 44      | 29      | 30      | 31      |         |         |         |         |

| November | November | November | November | November | November | November | November |
| Kw       | Mo       | Di       | Mi       | Do       | Fr       | Sa       | So       |
| -------- | -------- | -------- | -------- | -------- | -------- | -------- | -------- |
| 44       |          |          |          | 1        | 2        | 3        | 4        |
| 45       | 5        | 6        | 7        | 8        | 9        | 10       | 11       |
| 46       | 12       | 13       | 14       | 15       | 16       | 17       | 18       |
| 47       | 19       | 20       | 21       | 22       | 23       | 24       | 25       |
| 48       | 26       | 27       | 28       | 29       | 30       |          |          |

| Dezember | Dezember | Dezember | Dezember | Dezember | Dezember | Dezember | Dezember |
| Kw       | Mo       | Di       | Mi       | Do       | Fr       | Sa       | So       |
| -------- | -------- | -------- | -------- | -------- | -------- | -------- | -------- |
| 48       |          |          |          |          |          | 1        | 2        |
| 49       | 3        | 4        | 5        | 6        | 7        | 8        | 9        |
| 50       | 10       | 11       | 12       | 13       | 14       | 15       | 16       |
| 51       | 17       | 18       | 19       | 20       | 21       | 22       | 23       |
| 52       | 24       | 25       | 26       | 27       | 28       | 29       | 30       |
| 1        | 31       |          |          |          |          |          |          |

## Ereignisse

### Politik und Weltgeschehen

#### Devolutionskrieg Ludwigs XIV.

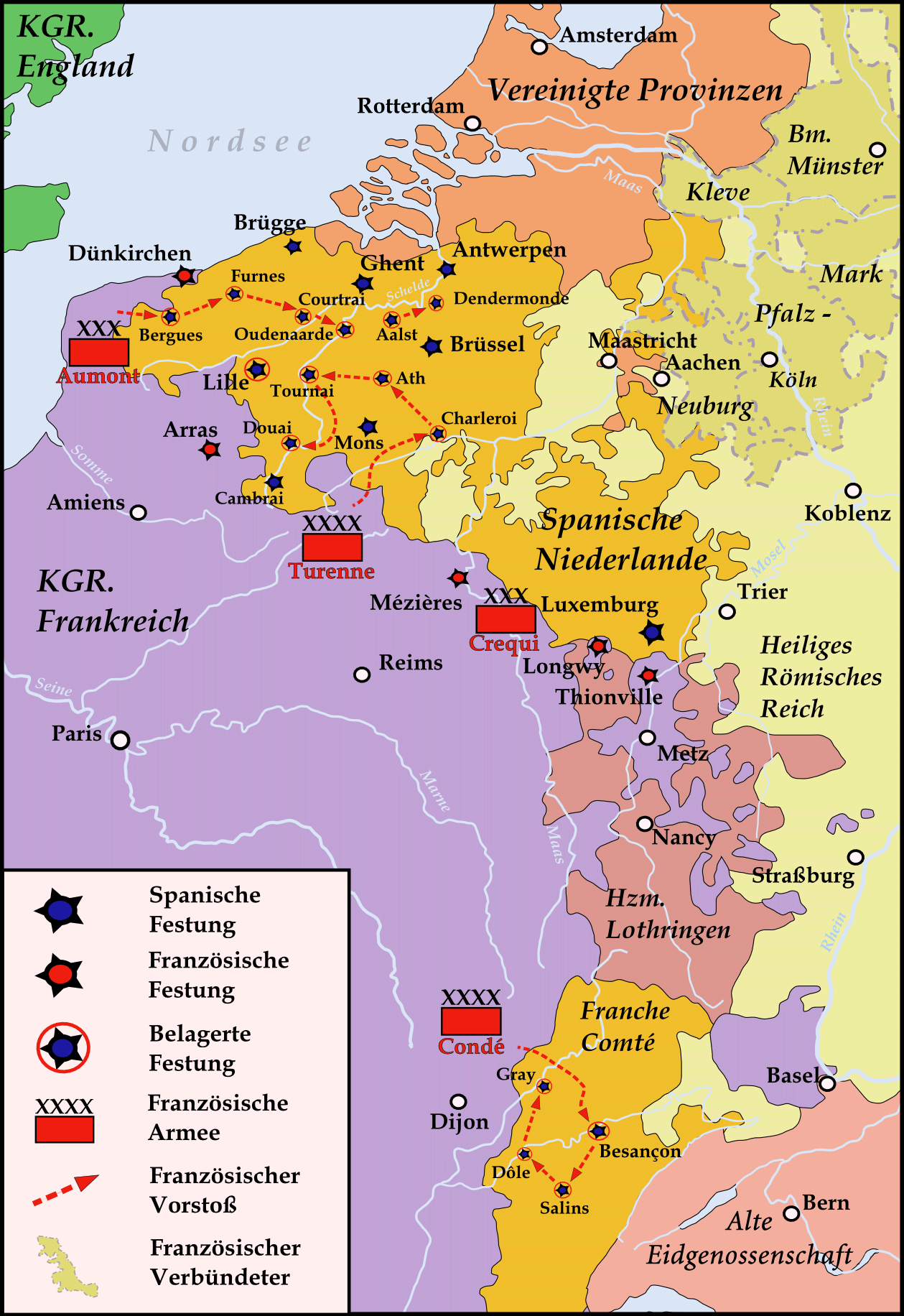
Karte des Kriegverlaufs im Devolutionskrieg

- 23. Januar: England, die Niederlande und Schweden bilden eine Tripelallianz, um im begonnenen Devolutionskrieg Frankreich unter Ludwig XIV. in die Schranken zu weisen. Seine Soldaten sind in die spanischen Niederlande eingedrungen.
- 2. Mai: Der Friede von Aachen zwischen Frankreich und Spanien beendet den Devolutionskrieg und beinhaltet die Rückgabe der Franche-Comté an Spanien.

#### Restaurationskrieg zwischen Spanien und Portugal
- 13. Februar: Der Friede von Lissabon beendet den Restaurationskrieg zwischen Spanien und Portugal. Spanien verzichtet auf seine Ansprüche auf den portugiesischen Thron und erkennt die portugiesische Unabhängigkeit an, erhält dafür Ceuta.

#### Asien und Amerika
- 26. März: England übernimmt die Kontrolle über Bombay.
- Juli: Goldenes Zeitalter der Piraterie: Henry Morgan plündert mit 500 Freibeutern die zu Spanien gehörende Stadt Portobelo am Isthmus von Panama. Scheinbar legalisiert wird dieses Unternehmen durch einen vom englischen Gouverneur von Jamaika, Sir Thomas Modyford, ausgestellten Kaperbrief, dessen Bestimmungen Morgan allerdings großzügig zu seinen Gunsten auslegt. Im gleichen Jahr überfällt Morgan auch die Stadt Santa María del Puerto Príncipe auf Kuba.
- Französische Jesuiten gründen die Siedlung Sault Ste. Marie im heutigen Michigan.

### Wirtschaft
- 17. September: Die Schwedische Reichsbank wird gegründet, als der schwedische Reichstag die in Konkurs gegangene Palmstruch-Bank übernimmt, um das Vertrauen in die Geldwirtschaft wiederherzustellen.
- Deutsche Währungsgeschichte vor 1871: Das Herzogtum Braunschweig-Lüneburg tritt dem im Vorjahr zwischen Kurbrandenburg und Kursachsen geschlossenen Zinnaer Münzvertrag bei.
- Johann Maurenbrecher aus dem Geschlecht der Maurenbrecher gründet in Düsseldorf die bergische Fahrpost.
- Friedrich Jacob Merck erwirbt in Darmstadt die Engel-Apotheke, die zur Keimzelle des Chemiekonzerns Merck KGaA werden wird.
- Die englische Company of Royal Adventurers trading to Africa überträgt das Handelsmonopol in dem Gebiet am Gambia-Fluss an die Handelsgesellschaft Gambia Adventurers.

### Wissenschaft und Technik

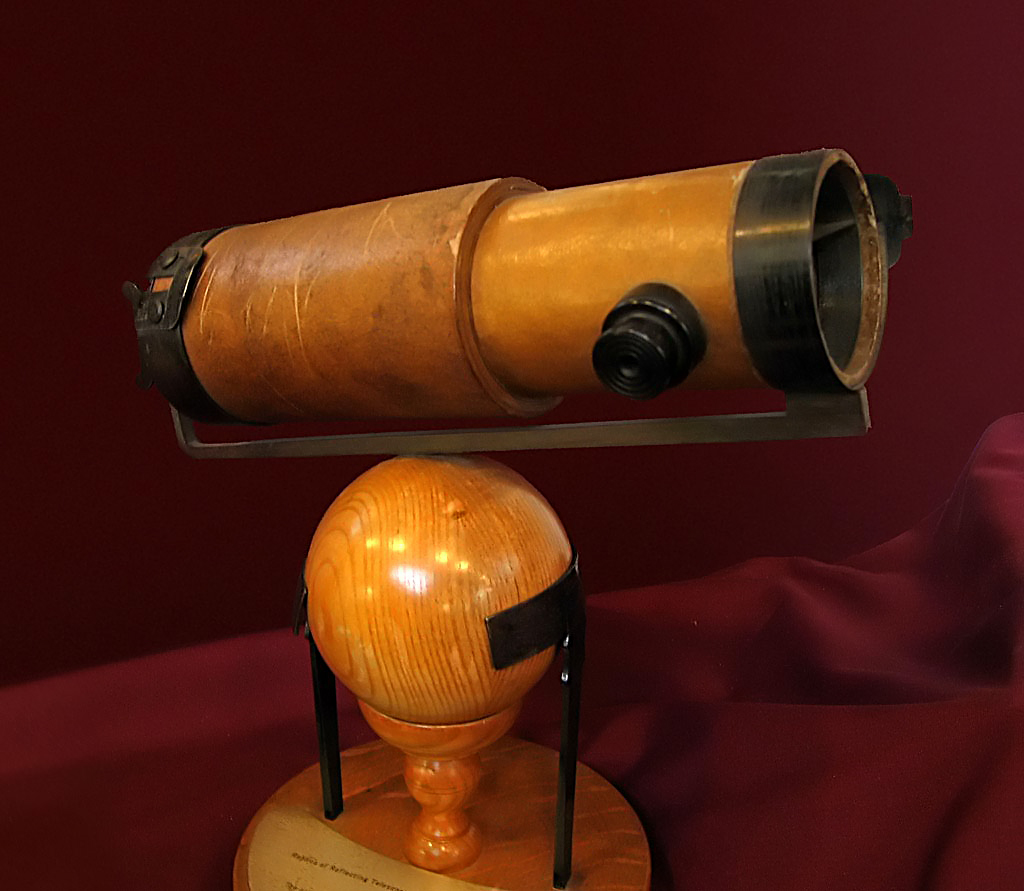
Nachbildung des 6″-Teleskops von Newton

- Isaac Newton entwickelt das Newton-Teleskop, eine frühe Form des Spiegelteleskops.
- Robert Hooke findet die Konstanz der Schmelz- und Siedepunkte der Stoffe.
- Samuel Morland entwickelt eine Rechenmaschine die nicht dezimal addiert, sondern auf das englische Geldsystem abgestimmt ist.

#### Literatur

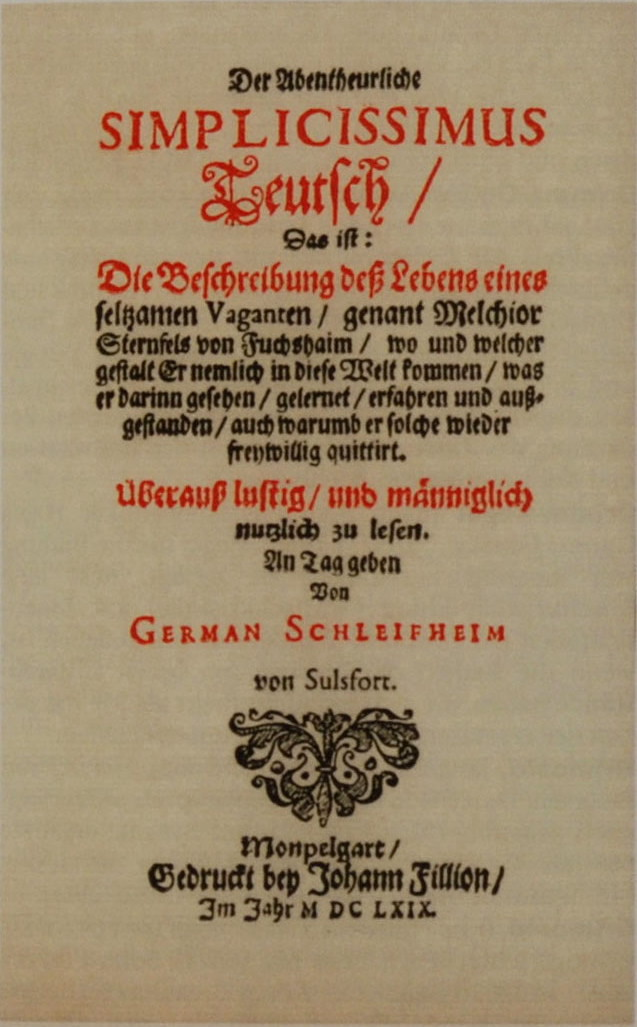
Titelblatt der Erstausgabe

### Kultur

#### Musik und Theater
- 13. Januar: Die Uraufführung der Komödie Amphitryon des französischen Dichters Molière findet mit großem Erfolg im Palais Royal in Paris statt. Das Stück ist zum großen Teil eine Bearbeitung des Amphitruo von Plautus.
- 18. Juli: Molières Ballettkomödie George Dandin ou le Mari confondu (George Dandin oder der beschämte/betrogene Ehemann) mit Musik von Jean-Baptiste Lully hat ihre Uraufführung bei einem Fest im Schloss Versailles vor König Ludwig XIV. zur Ehre seiner neuen maîtresse en titre, Madame de Montespan, und zur Unehre ihres immer noch rechtmäßigen Gatten. Die öffentliche Erstaufführung findet am 9. November im Palais Royal in Paris statt.
- 9. September: Die Komödie L'Avare (Der Geizige) von Molière hat seine Uraufführung im Théâtre du Palais Royal in Paris.

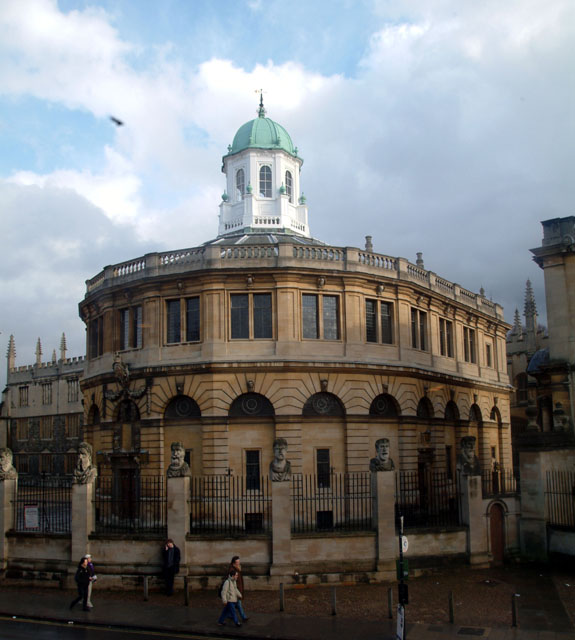
Sheldonian Theatre

- Das von Christopher Wren erbaute Sheldonian Theatre der University of Oxford wird eröffnet.
- Johannes Scheffler veröffentlicht das Kirchenlied Auf, Christenmensch, auf, auf zum Streit.

### Religion

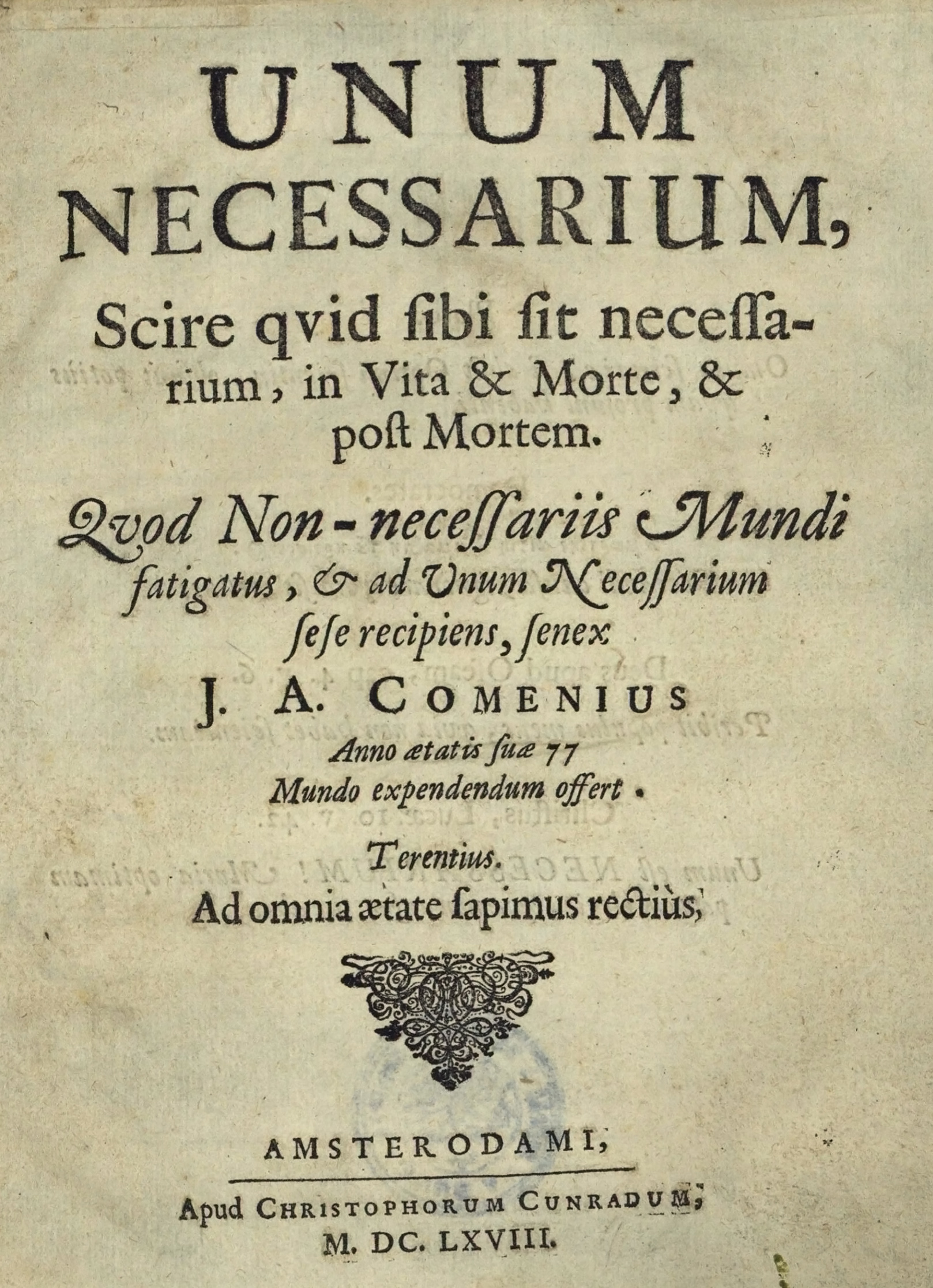
Unum necessarium, Titelblatt der ersten Ausgabe, Amsterdam

Der böhmische Theologe und Philosoph Johann Amos Comenius verfasst zwei Jahre vor seinem Tod die Schrift Unum necessarium als eine Art Testament.

### Katastrophen
- 5. Mai: Beim Untergang der nahe der brasilianischen Stadt Salvador da Bahia auf ein Riff gelaufenen portugiesischen Galeone Santissimo Sacramento sterben etwa 930 Menschen. Es handelt sich um die schwerste Schiffskatastrophe in der Geschichte Brasiliens.
- 25. Juli: Bei einem Erdbeben der Stärke 8,5 nahe Linyi in der Provinz Schandong im Kaiserreich China kommen rund 43.000–50.000 Menschen ums Leben. Es handelt sich um das stärkste registrierte Erdbeben in Ostchina und eines der stärksten an Land.
- 17. August: Ein Erdbeben in Nordanatolien, im Norden der Türkei, mit einer Stärke zwischen 7,8 und 8,0 verursacht entlang des 600 km langen Abschnitts der Nordanatolischen Verwerfung schwere Schäden von Bolu im Westen bis Erzincan im Osten und kostet etwa 8.000 Menschen das Leben.

## Historische Karten und Ansichten

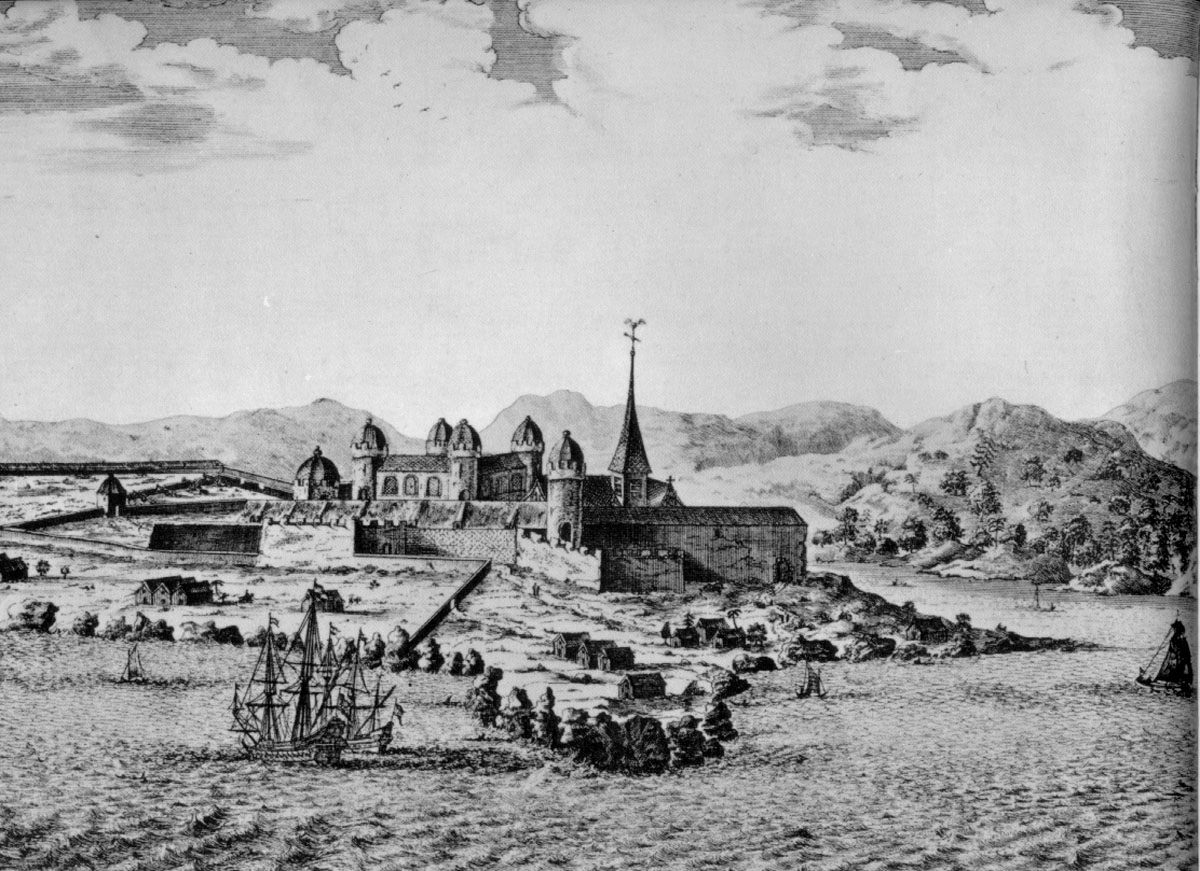
Darstellung von Elmina Castle 1668, rechts der Hügel Sao Jago

## Geboren

### Erstes Halbjahr
- 22. Januar: Jacob Friedrich Reimmann, deutscher Theologe, Pädagoge, Philosoph und Historiker († 1743)
- 28. Januar: Pietro Baratta, italienischer Bildhauer († 1729)
- 8. Februar: Jan (II) Six, Amsterdamer Regent († 1750)
- 25. Februar: Gottlieb Wernsdorf der Ältere, deutscher lutherischer Theologe und Historiker († 1729)
- Februar: François-Louis de Pesmes de Saint-Saphorin, Schweizer Diplomat und Militär († 1737)
- 12. März: Johann Samuel Stryk, deutscher Rechtswissenschaftler († 1715)
- 20. April: Juri Jurjewitsch Trubezkoi, russischer Staatsmann († 1739)
- 26. April: Johann Ernst Schaper, deutscher Mediziner und mecklenburgischer Politiker († 1721)
- 1. Mai: Johann Rudolf Huber, Schweizer Maler († 1748)
- 8. Mai: Alain Lesage, französischer Schriftsteller († 1747)
- 11. Juni: Georg Serpilius, evangelischer Theologe und Lieddichter († 1723)
- 13. Juni: Johann Christoph Meurer, Generalsuperintendent († 1740)
- 23. Juni: Giambattista Vico, italienischer Geschichts- und Rechtsphilosoph († 1744)

### Zweites Halbjahr
- 6. Juli: Pieter Burman der Ältere, niederländischer Philologe († 1741)
- 13. Juli: Karl Friedrich, Fürst von Anhalt-Bernburg († 1721)
- 21. Juli: Adrian Bernhard von Borcke, preußischer Generalfeldmarschall († 1741)
- 21. Juli: Friedrich Heinrich, Herzog von Sachsen-Zeitz-Pegau-Neustadt († 1713)
- 5. August: Johann Peter von Ludewig, deutscher Jurist und Historiker († 1743)
- 12. August: Johann Rudolf Victor von Pretlack, General der Kavallerie und Generalfeldmarschall-Lieutenant († 1737)
- 18. August: Kaspar von Fels, Schweizer Bürgermeister und Tagsatzungsgesandter († 1752)
- 3. Oktober: Henri de Favanne, englisch-französischer Maler († 1752)
- 11. Oktober: Lambert Friedrich Corfey, deutscher Architekt und Militäringenieur († 1733)
- 11. Oktober: Louis III. de Bourbon, Fürst von Condé, Gouverneur von Burgund und Bresse († 1710)
- 18. Oktober: Johann Georg IV., Kurfürst von Sachsen († 1694)
- 27. Oktober: Antonius Jacobus Henckel, deutscher Theologe († 1728)
- 30. Oktober: Sophie Charlotte von Hannover, Königin in Preußen († 1705)
- 9. November: Margaretha Theodora Agnes von Velen, Äbtissin im Stift Nottuln († 1750)
- 10. November: François Couperin, französischer Organist und Komponist († 1733)
- 11. November: Johann Albert Fabricius, deutscher klassischer Philologe († 1736)
- 14. November: Johann Lucas von Hildebrandt, italienischer Barockbaumeister († 1745)
- 18. November: Friedrich Wilhelm, Herzog von Schleswig-Holstein-Sonderburg-Augustenburg († 1714)
- 27. November: Henri François d’Aguesseau, französischer Politiker († 1751)
- 3. Dezember: Friedrich Opfergeldt, deutscher lutherischer Theologe und Geistlicher († 1740)
- 6. Dezember: Nicolas Vleughels, französischer Maler († 1737)
- 31. Dezember: Herman Boerhaave, niederländischer Mediziner, Chemiker und Botaniker († 1738)

## Gestorben

### Todesdatum gesichert
- 1. Januar: Edzard Ferdinand, Fürst von Ostfriesland (* 1636)
- 6. Januar: Magdalena Sibylle von Sachsen, Herzogin von Sachsen-Altenburg (* 1617)
- 16. Januar: Charles Alphonse Dufresnoy, französischer Maler (* 1611)
- 2. Februar: Antonio del Castillo y Saavedra, spanischer Maler und Bildhauer (* 1616)
- 8. Februar: Melchior Haugk, deutscher frühkapitalistischer Unternehmer (* 1601)
- 21. Februar: John Thurloe, englischer Chef des Geheimdienstes unter Oliver Cromwell (* 1616)
- 22. Februar: Johann Jakob Ulrich, Schweizer evangelischer Geistlicher und Hochschullehrer (* 1602)
- 23. Februar: Artus Quellinus I., flämischer Bildhauer (* 1609)
- 28. Februar: Otto Praetorius, deutscher Poet und Historiker (* 1636)
- 3. März: Mathias Rotenburger, im Fürsterzbistum Salzburg wirkender Orgelbauer (* 1600)
- 16. März: François II. de Boufflers, französischer Adliger und Militär (* nach 1612)
- 22. März: Charlotte de La Trémoille, französische Adlige, Duchess of Derby (* 1599)
- 1. April: Johannes Agricola, deutscher Arzt, Alchemist und Salinenfachmann (* 1590)
- 7. April: William Davenant, englischer Schriftsteller und Theaterdirektor (* 1606)
- 21. April: Joachim von Böselager, deutscher Hofbeamter und Diplomat (* 1608)
- 1. Mai: Frans Luycx, flämischer Porträtmaler (* 1604)
- 20. Mai: Nicolas Mignard, französischer Maler (* 1606)
- 21. Mai: Josephus Adjutus, Theologe (* 1602)
- 21. Mai: Christoph Delphicus von Dohna, Oberkammerherr der Königin Christina von Schweden (* 1628)
- 23. Mai: Miguel Gómez de Silva, Gouverneur von Chile (* 1594)
- 23. Mai: Thomas Teddeman, englischer Admiral
- 31. Mai: Johann Wilhelm Libštejnský von Kolowrat, Erzbischof von Prag (* 1625)
- 1. Juni: Guidobald von Thun und Hohenstein, Erzbischof von Salzburg und Bischof von Regensburg (* 1616)
- 4. Juni: Ernestine von Ligne, Gräfin von Nassau-Siegen (* 1594)
- 17. Juni: Iwan Brjuchowezkyj, Hetman der linksufrigen Ukraine (* um 1623)
- 20. Juni: Heinrich Roth, deutscher Jesuit, Missionar und Indologe (* 1620)
- 1. Juli: Wendela Bicker, niederländische Patrizierin (* 1635)
- 2. August: Annibale Gonzaga, kaiserlicher Feldmarschall, Hofkriegsratspräsident und Kommandant der Stadt Wien (* 1602)
- 9. August: Jakob Balde, deutscher Jesuit und Dichter (* 1604)
- 10. August: Johann Erich Ostermann, deutscher Gräzist (* 1611)
- 13. Oktober: Algernon Percy, 10. Earl of Northumberland, englischer Peer und Politiker (* 1602)
- 23. Oktober: Giovanni Rovetta, venezianischer Komponist und Sänger (* 1596)
- 21. November: Adolf Wilhelm, Herzog von Sachsen-Eisenach (* 1632)
- 11. Dezember: Marquise-Thérèse de Gorle, französische Schauspielerin (* 1633)
- 27. Dezember: Franz Romanus deutscher Rechtswissenschaftler (* 1600)

### Genaues Todesdatum unbekannt
- Johann Daniel von Cronberg, deutscher Hofbeamter (* um 1616)
- Annibal Gantez, französischer Barockkomponist (* 1600)
- Thrinle Gyatsho, Regent des 5. Dalai Lama in Tibet
- Teresa Sampsonia (* 1589), iranisch-englische Adlige

### Gestorben um 1668
- Justinian von Welz, österreichischer lutherischer Theologe und Missionar (* 1621)